# SPIRAL!!
《SPIRAL!!》是Navel在2019年2月28日發售的戀愛冒險類型成人遊戲。《SHUFFLE!》的衍生作品，採用相同世界觀。

## 故事
由於神族的公主要去人界留學，神界政府官員便指派情報部的克羅姆先行探勘人界學校，克羅姆在收到任務後便偽裝成人類學生來到金剛鎮的佐波理學園。

## 角色
蘆野目克羅姆
本作的男主角。神界情報部的執行員，為了任務偽裝成人類並使用偽姓就讀佐波理學園2年1班。擁有中性面貌但對女裝沒興趣，若是任務需要還是會裝扮成女性。
半田珊瑚（聲優：猫目營）
身高：156cm，三圍：B86/W52/H82，生日：2月12日
克羅姆的同學兼班長，體操社的社員。
門御茨子（聲優：森谷實園）
身高：160cm，三圍：B88/W53/H85，生日：5月25日
克羅姆的同學，魔法研究社的副社長。
白金瑞希（聲優：藤咲ウサ）
身高：148cm，三圍：B78/W50/H80，生日：5月9日
克羅姆的學妹，1年3班學生。
大津蘿絲
身高：152cm，三圍：B92/W55/H85，生日：3月16日
克羅姆的同學，來自巴貝納學園的交換留學生。預定留學半年。

## 主題曲
片頭曲「BLOOM」
作詞：西又葵，作曲：十二十，編曲：十二十、M.A.I.，主唱：橋本美雪
片尾曲「Dream Destination」
作詞：西又葵，主唱：Akira chang

## 外部連結
- 官方網站 （页面存档备份，存于）（日語）